# زنبورخوار گلوآبی

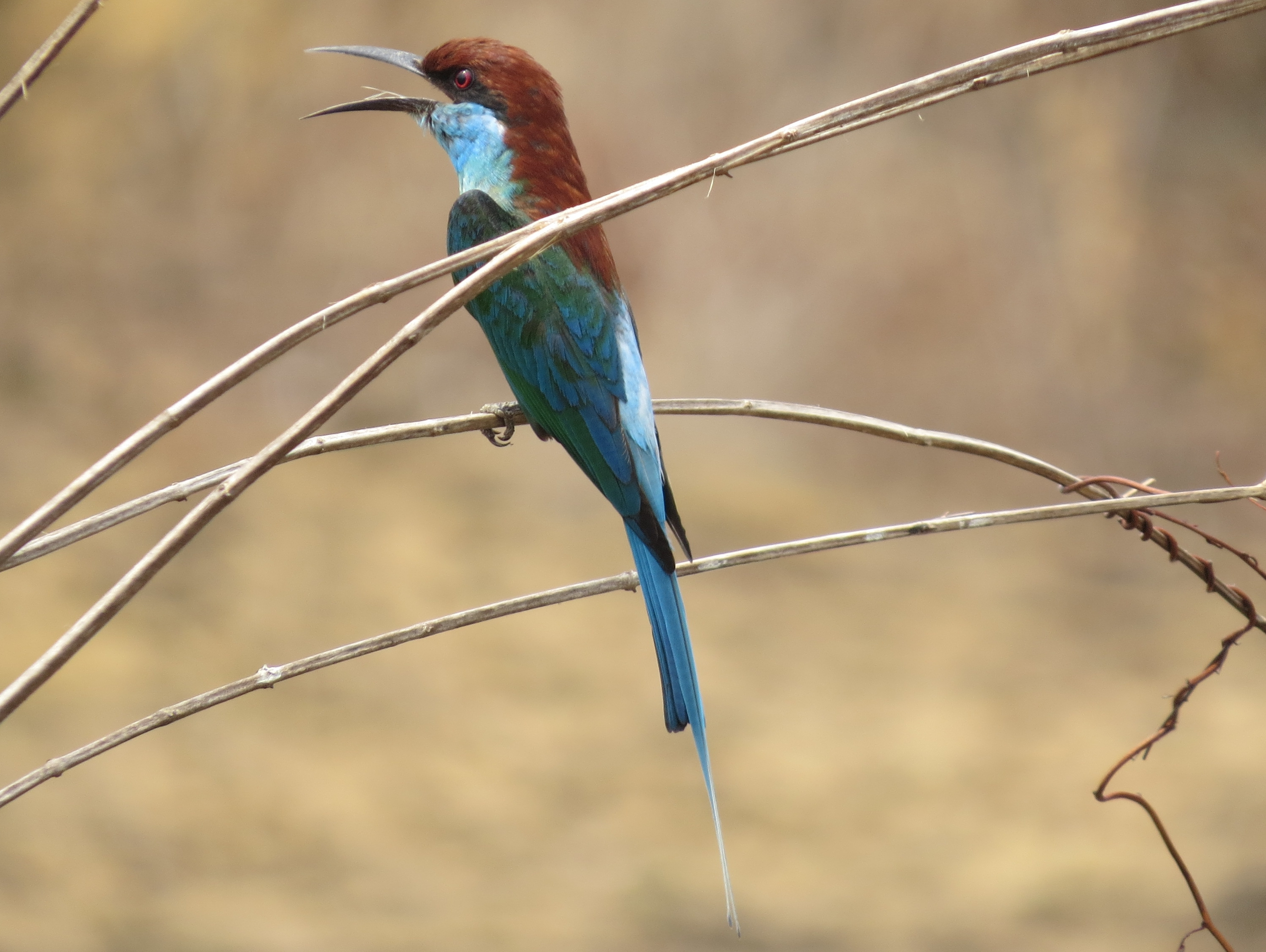
زنبورخوار گلوآبی از هند

زنبورخوار گلوآبی (نام علمی: Merops viridis) گونه‍‌ای از پرندگان تیرهٔ زنبورخواران است. آنها در سراسر جنوب شرق آسیا در جنگل‌های حرای نیمه‌گرمسیری یا گرمسیری یافت می‌شوند. رژیم غذایی آنها بیشتر از زنبورهای عسل، زنبورهای بی‌عسل و سنجاقک‌ها تشکیل شده است. زنبورخواران گلوآبی کوچک با پرهای رنگارنگ متشکل از یک پس گردن قرمز، بال‌های سبز تیره، سینه سبز روشن و گلوی آبی مشخص آنها هستند. پرهای نوجوان دارای سر و بال‌های سبز تیره و سینه‌های سبز روشن است که تنها در بزرگسالی پرهای کامل خود را ایجاد می‌کنند. آنها تنوع زیادی از آوازها و صداها دارند، از جمله صداهای طولانی که به آنها امکان می‌دهد در مسافت‌های طولانی در جنگل ارتباط برقرار کنند.